# Глеюватка
Глеюва́тка — село в Україні, адміністративний центр Глеюватської сільської громади Криворізького району Дніпропетровської області, колишній центр Глеюватської сільської ради Криворізького району. Населення — 1 371 мешканців.

## Географія
Село Глеюватка розташоване у західній частині Дніпропетровської області. Фактично село знаходиться у межах міста Кривий Ріг, на захід від села розташована промислова зона шахти «Ювілейна», на південь — кар'єри Центрального гірничо-збагачувального комбінату, на схід простягається хвостосховище цього комбінату, на північ Тернівський район Кривого Рогу.

## Історія
Глеюватка виникла у 1904–1906 роках, коли сюди переселилося 85 сімей із сусідньої Лозуватки.

## Населення
Згідно з переписом УРСР 1989 року чисельність наявного населення села становила 1410 осіб, з яких 628 чоловіків та 782 жінки.
За переписом населення України 2001 року в селі мешкали 1352 особи.

### Мова
Розподіл населення за рідною мовою за даними перепису 2001 року:
| Мова       | Відсоток |
| ---------- | -------- |
| українська | 94,89 %  |
| російська  | 4,52 %   |
| білоруська | 0,44 %   |
| польська   | 0,07 %   |

## Економіка
- Криворізький ветеринарно-санітарний завод, ВАТ.
- ТОВ «АгроМашЦентр».

## Об'єкти соціальної сфери
- Школа I—II ст.
- Фельдшерсько-акушерський пункт.
- Будинок культури.